# 异丁酰辅酶A
异丁酰辅酶A（英語：Isobutyryl-coenzyme A） 是多酮合酶(PKS)聚合生成多酮的原料，其产物常被用来生产抗生素。另一方面，异丁酰辅酶A也是缬氨酸的代谢中间产物。